# Ростов-Арена
«Ростов Арена» (рос. Ростов Арена, Ростов-Арена) — футбольний стадіон у Ростові-на-Дону, Росія, домашня арена ФК «Ростов». Одне з місць проведення матчів в рамках Чемпіонату світу з футболу 2018 року.
Перший тестовий матч на арені зіграний 15 квітня 2018 року в рамках 26-го туру РФПЛ між командами «Ростов» та «СКА-Хабаровськ» (2:0). Офіційне відкриття стадіону відбулося 13 травня 2018 року.

## Розташування
Стадіон розташований на лівому березі річки Дон, неподалік від Гребного каналу. У травні 2018 року на прилеглій до стадіону території був відкритий парк «Лівобережний».

## Історія
Згідно початкового плану арена повинна була виділятися серед інших стадіонів, побудованих до ЧС-2018 з футболу, оригінальним архітектурним рішенням — північна трибуна відкрита, за нею відкривається панорама річки Дон, однак пізніше план був змінений: фасад по всьому периметру став суцільним і виконаний за технологією медіафасаду. На найбільшій площі міста — Театральній — під час проведення ЧС-2018 організована фан-зона з великими екранами.

## Матчі чемпіонату світу з футболу 2018 року
| Дата           | Час   | Господарі      | Рахунок | Гості             | Раунд     | Відвідуваність (Заповненість) |
| -------------- | ----- | -------------- | ------- | ----------------- | --------- | ----------------------------- |
| 17 червня 2018 | 21:00 | Бразилія       | 1:1     | Швейцарія         | Група E   | 43 109 осіб (99,16 %)         |
| 20 червня 2018 | 18:00 | Уругвай        | 1:0     | Саудівська Аравія | Група A   | 42 678 осіб (98,17 %)         |
| 23 червня 2018 | 18:00 | Південна Корея | 1:2     | Мексика           | Група F   | 43 472 осіб (100,00 %)        |
| 26 червня 2018 | 21:00 | Ісландія       | 1:2     | Хорватія          | Група D   | 43 472 осіб (100,00 %)        |
| 2 липня 2018   | 21:00 | Бельгія        | 3:2     | Японія            | Раунд 1/8 | 41 466 осіб (95.39 %)         |